# 側板中胚葉
側板中胚葉 (英: Lateral plate mesoderm）は中胚葉の一種であり、胚の周縁部に見られる。

## 2層への分離
側板中胚葉は壁側中胚葉 (somatic mesoderm) と臓側中胚葉 (splanchnic mesoderm) の2層に分かれる。
- 壁側中胚葉は外胚葉とともに体壁葉 (somatopleure) となり、体壁を形成する。
- 臓側中胚葉は内胚葉とともに内臓葉 (splanchnopleure) となり、循環器を形成する。

これら2層の間の空間は体腔 (coelom) となる。
外胚葉からのBMP-4刺激により形成される

## 体腔
発生4週目に体腔は囲心腔、胸腔、および腹腔に分かれる。
- まず横中隔が形成される。

- これは後に横隔膜、および腹側腸間膜となる。
- 体腔を原始囲心腔と腹腔に隔てる。

- 原始囲心腔の側壁に胸心膜ひだが生じ、最終的に囲心腔と胸腔を隔てる。
- これらの区画の間は当初、心腹膜管で繋がっているが、胸腹隔膜が成長して横中隔と融合することにより遮断される。

## 肢の発生
側板中胚葉、および筋節由来の細胞が予定肢領域 (limb field) に移動、増殖することにより肢芽 (limb bud) を形成する。側板中胚葉由来細胞が軟骨、ないし骨領域を形成するのに対し、筋節由来細胞は筋肉領域を形成する。側板中胚葉由来細胞は線維芽細胞増殖因子（FGF7、およびFGF10) を分泌し、外胚葉における外胚葉性頂堤 (Apical Ectodermal Ridge: AER) の形成を促す。AERは逆にFGF8およびFGF4を分泌し、中胚葉の増殖とFGF10の分泌を促す。 FGF10が発現する場所は後肢ではWnt8c、前肢ではWnt2bにより制御されている。前後肢の位置は頭尾軸において、各々Tbx5およびTbx4という2つのTボックス転写因子により制御されている。